# Yákov Agránov
Yákov Saúlovich Agránov (ruso: Я́ков Сау́лович Агра́нов) (nacido Sorensón) nació el 12 de octubre de 1893 y fue ejecutado el 1 de agosto de 1938 – fue un prominente miembro de la Cheka, el antecesor del KGB soviético. Su nombre va íntimamente ligado a la Gran Purga de Stalin en la década de 1930. Desde 1919 hasta su muerte, fue un destacado miembro de la Cheka (luego el OGPU, y finalmente el NKVD (KGB). Agránov fue el segundo de Guenrij Yagoda durante la Gran Purga de Stalin.

## Biografía
Nació en una familia judía en Chachersk, población de la Gubernia de Maguilov del Imperio ruso (ahora en el Óblast de Gómel, Bielorrusia). En 1912 se unió al Partido Social-Revolucionario, y en 1915 al Partido Obrero Socialdemócrata de Rusia.
En abril de 1915 fue detenido y enviado al exilio a la Gubernia de Yeniséi. En 1917 es el secretario del Comité Regional del POSDR de Polesia.

## Guerra Civil Rusa
En 1918 Agránov se convierte en el secretario del gobierno de Sovnarkom de la RSFS de Rusia. En esa época, recibía órdenes directamente de Lenin y de Félix Dzerzhinski.

## Desempeño en la Cheka
En mayo de 1919 dirige el trabajo de la División Especializada de la Cheka, (ruso: ВЧК — Всероссийская чрезвычайная комиссия по борьбе с контрреволюцией и саботажем (VChK), Comisión Extraordinaria Panrusa para la lucha con la Contrarrevolución y el Sabotaje ).
En 1921 el secretario de operaciones del "Pequeño Consejo de Comisarios del Pueblo", encargado de autorizar las operaciones secretas de control de la Checa, dirigiendo entre otras investigaciones, el caso de la “Organización Militar de Petrogrado”, la Rebelión de Kronstadt y la Rebelión de Tambov. 
La investigación de la “Organización Militar de Petrogrado”, presuntamente encabezada por el profesor Tagántsev, finalizó con más de 85 personas sentenciadas a muerte, incluyendo el poeta Nikolái Gumiliov, primer marido de Anna Ajmátova. Se cree que la mayoría de la gente que se vio implicada, tenían poca relación con el caso. Todos los implicados fueron ejecutados y luego rehabilitados en 1992.
En la comisión con Lenin y Dzerzhinski, Agránov entrega una lista de aquellos que deberán ser expulsados de la RSFSR, encargándose de dirigir la emigración forzada de importantes personajes de la ciencia y cultura rusa como potenciales elementos antisoviéticos, como Nikolái Berdiáyev (Н. Бердяев), Nikolái Losski (Н. Лосский), Mijaíl Osorguín (М. Осоргин), entre otros muchos. Esta deportación, realizada a Alemania en dos barcos en 1922 y 1923, en ruso lleva el nombre del Barco filosófico.

## Desempeño en el OGPU
En 1923 es nombrado subjefe del Departamento Secreto del OGPU, que luego dirigió desde 1929 hasta 1931. Durante la hambruna de los años 1932 y 1933, organizó la represión.
Se relacionó con gran parte de la intelectualidad de la época, frecuentando famosos escritores, poetas, artistas, etc. Tuvo una estrecha relación con Vladímir Mayakovski (Владимир Маяковский) del LEF (ЛЕФ), Leopold Averbaj (Леопольд Авербах) de la  Asociación de escritores proletarios de Rusia (RAPP; РАПП, Российская ассоциация пролетарских писателей), Borís Pilniak (Борис Пильняк) de la Unión de Escritores de Rusia (Российский союз писателей). Algunos autores implican a Agránov en las sospechas del “suicidio” del poeta Vladímir Mayakovski en 1930 basándose en que el arma del suicidio fue regalada al poeta por el chekista.
En 1927 recibió la condecoración de la Orden de la Bandera Roja.
Al final de su carrera, fue el que amañó el caso del “Juicio de los Veintiuno” (Gran Purga), el Caso de la Organización Militar Trotskista Antisoviética, y los últimos juicios fueron los míticos casos de “Prompártiya” y del “Partido de Trabajadores y Campesinos”.
Siendo director del OGPU Génrij Yagoda, en 1933 es nombrado Agránov subjefe, y cuando Génrij Yagoda es nombrado Comisario del Pueblo de Asuntos Internos en 1934, a su vez Agránov es nombrado subjefe de Asuntos Internos.
Es ascendido a Comisario de la Seguridad del Estado de 1.er Rango, equivalente a Comandante de Ejército de 1º Rango. Dirigió a todas las ramas operativas de la Seguridad del Estado en la URSS (Главноe Управлениe Государственной Безопасности СССР).

## Desempeño en el NKVD
En 1935, y como consecuencia del asesinato de Serguéi Kírov en Leningrado en 1934, fue nombrado temporalmente (por dos semanas) jefe de la Administración de Leningrado del NKVD, donde sin embargo saboteó las circunstancias de la muerte de Kírov, organizando la eliminación física de todos los participantes y testigos de la misma. 
Inmediatamente después del asesinato de Kírov en 1934, a Yagoda y Agránov les fue confiada la organización de las represiones en masa, viéndose afectadas más de 11.000 personas.

## Participación en la Gran Purga
Después del nombramiento de Comisario del pueblo del NKVD a Nikolái Yezhov, preparó el proceso del "Centro Anti-Soviético Trotskista-Zinovievista" (Антисоветского объединённого троцкистско-зиновьевского центра), el "Centro Paralelo Antisoviético Trotskista" (Параллельного антисоветского троцкистского центра) entre otros. A consecuencia de ellos, fueron ejecutados Lev Kámenev, Grigori Zinóviev, Nikolái Bujarin, Martemyán Ryutin, Nikolái Uglánov, entre otros muchos acusados de trostskistas y opositores. 
En las sesiones del interrogatorio de Lev Kámenev, Grigori Zinóviev, Nikolái Bujarin, Alekséi Rýkov y Mijaíl Tujachevski fueron dirigidas por el propio Agránov. A Agránov se le atribuye el cínico dicho de: “si no hay un enemigo, debe de ser creado, denunciado y castigado”.

## Caída y Ejecución
Agránov ascendió a la máxima posición dentro de la Principal Administración de Seguridad Nacional del NKVD de la URSS. En mayo de 1937 fue trasladado primero al puesto de Jefe de la Administración NKVD para la óblast de Sarátov, y el 20 de julio de 1937 fue expulsado del Partido por la "sistemática oposición a la legalidad socialista", siendo detenido ese mismo día. Se reconoció culpable de ser miembro de la "Organización Trotskista Antisoviética". Fue fusilado el 1 de agosto de 1938 en el campo de fusilamiento de Communarka por sentencia de la Vista Judicial Especial del Tribunal Supremo de la URSS como "enemigo del pueblo". Su mujer, Valentina, poco después fue sentenciada y fusilada. Rehabilitada en 1957.